# Polimerización

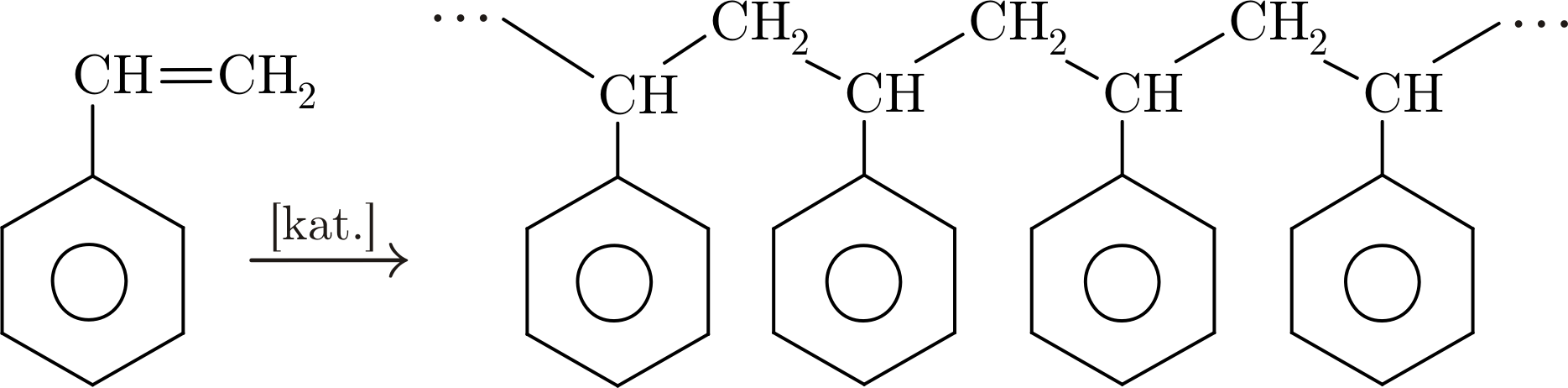
Polimerización del estireno en poliestireno.

La polimerización es un proceso químico por el que los reactivos, monómeros (compuestos de bajo peso molecular) se agrupan químicamente entre sí, dando lugar a una molécula de gran peso, llamada polímero, o bien una cadena lineal o una macromolécula tridimensional. Pueden ser por adición o condensación. 

## Introducción
Se produce la polimerización a través de una gran variedad de mecanismos de reacción que varían en complejidad debido a los grupos funcionales presentes en los monómeros y sus efectos estéricos (si tienen cadenas laterales voluminosas o son monómeros con restricción de rotación...) pueden afectar a la polimerización. En la polimerización más sencilla, con alquenos, que son relativamente estables debido al  enlace entre los átomos de carbono, los polímeros se forman a través de reacciones radicalarias; por el contrario, reacciones más complejas, como las que implican la sustitución en el grupo carbonilo, requieren síntesis más complejas debido a la manera en que reaccionan las moléculas por condensación.
Existen muchos tipos de polimerización y varios sistemas para categorizarlos. 
Las categorías principales son:
1. Polimerización por adición y condensación.
2. Polimerización de crecimiento en cadena y en etapas.

## Polimerización por adición y condensación
Una polimerización por adición se da cuando la molécula de monómero  pasa a formar parte del polímero sin pérdida de átomos, es decir, la composición química de la cadena resultante es igual a la suma de las composiciones químicas de los monómeros que la conforman.
Una policondensación se da si la molécula de monómero pierde átomos cuando pasa a formar parte del polímero. Por lo general se pierde una molécula pequeña, como agua.
La polimerización por condensación genera subproductos. La polimerización por adición no.

## Polimerización por crecimiento en cadena y en etapas
En la polimerización por crecimiento en cadena los monómeros pasan a formar parte de la cadena de uno en uno. Primero se forman dímeros, después trímeros, a continuación tetrámeros, etc. La cadena se incrementa de uno en uno, monómero a monómero. La mayoría de las polimerizaciones por crecimiento en cadena son por poli adición.
En la polimerización por crecimiento en etapas (o pasos) es posible que un oligómero reaccione con otros, por ejemplo un dímero con un trímero, un tetrámero con un dímero, etc., de forma que la cadena se incrementa en más de un monómero.  .
En la polimerización por crecimiento en etapas, las cadenas en crecimiento pueden reaccionar entre sí para formar cadenas aún más largas. Esto es aplicable a cadenas de todos los tamaños. En una polimerización por crecimiento de cadena solo los monómeros pueden reaccionar con cadenas en crecimiento. La mayoría de las polimerizaciones en etapas son por policondensación.

### Polimerización en cadena
En la polimerización de crecimiento en cadena, el único paso de reacción de extensión de cadena es la adición de un monómero a una cadena en crecimiento con un centro activo como un radical libre, catión o anión. Una vez que se inicia el crecimiento de una cadena mediante la formación de un centro activo, la propagación de la cadena suele ser rápida mediante la adición de una secuencia de monómeros. Las cadenas largas se forman desde el comienzo de la reacción.
La polimerización de crecimiento en cadena (o polimerización por adición) implica la unión de monómeros insaturados, especialmente aquellos que contienen enlaces dobles carbono-carbono. El enlace-pi se pierde por la formación de un nuevo enlace sigma. La polimerización de crecimiento en cadena participa en la fabricación de polímeros tales como polietileno, polipropileno, cloruro de polivinilo (PVC), acrilato. En estos casos, los alquenos RCH=CH2 se convierten en alcanos de altos pesos moleculares (-RCHCH2-)n (R = H, CH3, Cl, CO2CH3).
Otras formas de polimerización por crecimiento de cadena son la polimerización por adición catiónica y la polimerización por adición aniónica. Un caso especial de polimerización por crecimiento de cadena conduce a la polimerización viva. El catalizador Ziegler-Natta permite un control considerable de la ramificación de polímeros.

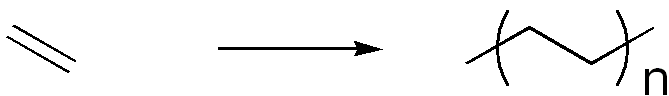
Polimerización de etileno.

Se emplean diversos métodos para manipular las tasas de iniciación, propagación y terminación durante la polimerización de la cadena. Una cuestión relacionada es el control de la temperatura, también llamado gestión del calor, durante estas reacciones, que suelen ser muy exotérmicas. Por ejemplo, para la polimerización del etileno, se liberan 93,6 kJ de energía por mol de monómero.
La forma en que se lleva a cabo la polimerización es una tecnología muy evolucionada.  Los métodos incluyen la polimerización en emulsión, la polimerización en solución, la polimerización en suspensión y la polimerización por precipitación. Aunque la dispersión del polímero y el peso molecular pueden mejorarse, estos métodos pueden introducir requisitos de procesamiento adicionales para aislar el producto de un disolvente.

### Crecimiento por etapas
En la polimerización por etapas (o por pasos), los pares de reactivos, de cualquier longitud, se combinan en cada paso para formar una molécula de polímero más larga. La masa molar media aumenta lentamente. Las cadenas largas se forman sólo al final de la reacción.
Los polímeros de crecimiento escalonado se forman por pasos de reacción independientes entre grupos funcionales de unidades monoméricas, que suelen contener heteroátomos como nitrógeno u oxígeno. La mayoría de los polímeros de crecimiento escalonado también se clasifican como polímero de condensación, ya que una pequeña molécula como el agua se pierde cuando la cadena del polímero se alarga. Por ejemplo, las cadenas de poliéster crecen por reacción de alcohol y grupos de ácido carboxílico para formar enlaces de éster con pérdida de agua. Sin embargo, hay excepciones; por ejemplo, los poliuretanos son polímeros de crecimiento escalonado formados a partir de monómeros bifuncionales de isocianato y alcohol) sin pérdida de agua u otras moléculas volátiles, y se clasifican como polímeros de adición en lugar de polímeros de condensación.
Los polímeros de crecimiento escalonado aumentan su peso molecular a un ritmo muy lento a bajas conversiones y alcanzan pesos moleculares moderadamente altos sólo a una conversión muy alta (es decir, >95%).  La polimerización en estado sólido para obtener poliamidas (por ejemplo, nilones) es un ejemplo de polimerización por etapas.

### Polimerización por apertura de anillos
La polimerización de apertura de anillos es una polimerización en la que un monómero cíclico da lugar a una unidad monomérica acíclica o que contiene menos anillos que el monómero.
Mecanismos
Existen varios mecanismos de polimerización de apertura de anillo: 
- el mecanismo de polimerización catiónica: el sitio activo de la cadena que se propaga es un carbocatión ;
- El mecanismo de aniónica: el sitio activo es un carbanión;
- el mecanismo de coordinación-inserción, que utiliza un iniciador organometálico. Este mecanismo implica la coordinación del enlace "C=O" con el enlace "átomo de C-metal" del iniciador, seguido de la inserción del mismo enlace en el enlace "oxígeno-metal" rompiendo el enlace "C-O" endocíclico;
- el mecanismo orgánico, donde el iniciador es una especie orgánica. Dependiendo del modo de activación que se utilice, puede ser un mecanismo : 
  - básico: activación del alcohol iniciador o propagador; 
  - nucleófilos: activación del monómero y apertura del anillo 
  - bifuncional: activación del alcohol y del monómero;
  - ácida: activación del monómero.

#### Historia
La polimerización de apertura en anillo se ha utilizado desde principios del siglo XX para producir polímeros. La síntesis de polipéptidos, que tiene la historia más antigua de la Polimerización por apertura de anillos, se remonta a los trabajos de Leuchs en 1906. Posteriormente, la Polimerización por apertura de anillos de anhidroazúcares proporcionó polisacáridos, entre los que se incluyen el dextrano sintético, la goma xantana, la goma welan, la goma gellan, la goma diutan y el pululano. Los mecanismos y la termodinámica de la polimerización de apertura en anillo se establecieron en los años 50. Los primeros polímeros de alto peso molecular (promedio numérico Mn hasta 105) con una unidad repetitiva se prepararon mediante  Polimerización por apertura de anillos ya en 1976.
Una aplicación industrial es la producción de nailon-6.

## Polimerizaciones biológicas
En los seres vivos, las reacciones de polimerización se utilizan, entre otras cosas, para la síntesis de ADN y proteínas. Siguen mecanismos diferentes y mucho más complejos que los mencionados anteriormente. Suelen implicar la formación de complejos temporales con una plantilla. En la biosíntesis de proteínas, por ejemplo, el ARNm sirve como molde que forma un complejo con los ribosomas. Como resultado, la secuencia de la plantilla se transfiere al polímero recién formado. Los mecanismos extremadamente complejos permiten un alto grado de control sobre el polímero final.
Hasta ahora, las reacciones de polimerización biológica solo se han hecho técnicamente utilizables en unos pocos casos, por ejemplo, en la reacción en cadena de la polimerasa o en la polimerización enzimática de polímeros técnicos.

## Fotopolimerización
La mayoría de las reacciones de fotopolimerización son polimerizaciones de crecimiento en cadena que se inician por la absorción de luz visible o ultravioleta. La luz puede ser absorbida directamente por el monómero reactivo (fotopolimerización directa) o por un fotosensibilizador que absorbe la luz y transfiere la energía al monómero. En general, sólo el paso de iniciación difiere del de la polimerización térmica ordinaria del mismo monómero; los pasos posteriores de propagación, terminación y transferencia de cadena no cambian. En la fotopolimerización por crecimiento escalonado, la absorción de luz desencadena una reacción de adición (o condensación) entre dos comonómeros que no reaccionan sin luz. No se inicia un ciclo de propagación porque cada paso de crecimiento requiere la asistencia de la luz.
La fotopolimerización puede utilizarse como proceso fotográfico o de impresión porque la polimerización sólo se produce en las regiones que han sido expuestas a la luz. El monómero que no ha reaccionado puede eliminarse de las regiones no expuestas, dejando una imagen polimérica en relieve. Varias formas de impresión 3D -incluyendo la estereolitografía capa a capa y la fotopolimerización 3D por absorción de dos fotones- utilizan la fotopolimerización.
También se ha demostrado la polimerización multifotónica mediante pulsos únicos para la fabricación de estructuras complejas utilizando un dispositivo digital de microespejos.

## Termodinámica y cinética de la polimerización
Las reacciones de polimerización proceden con una entropía decreciente (ΔS° < 0), ya que las moléculas de monómero, al unirse en una macrocadena, pierden grados de libertad. También en la mayoría de las reacciones de polimerización exotérmicas. Al liberar calor, la energía del sistema disminuye y la entalpía de la reacción es negativa (ΔH° < 0). En este caso, la energía libre de Gibbs disminuye durante la reacción.
{\displaystyle {\mathsf {\Delta G=(\Delta H-T\Delta S)<0}}}
Según esta ecuación, por encima de cierta temperatura límite el cambio en la energía de Gibbs se vuelve positivo. En consecuencia, la reacción de polimerización se vuelve termodinámicamente prohibida y comienza el proceso inverso de despolimerización. Por ejemplo, para el estireno esta temperatura es de 330 °C, pero para algunos otros polímeros es bastante baja.
Las ecuaciones cinéticas varían de un proceso a otro. La dificultad de su derivación es que hay que tener en cuenta muchas reacciones que ocurren simultáneamente. Ayuda a simplificar la situación haciendo algunas suposiciones, que suelen aceptarse en los cálculos.
- Se supone que todas las constantes de velocidad son independientes de la longitud de la cadena.
- Se supone que la cantidad de monómero disminuye sólo debido a las reacciones de crecimiento de la cadena. En consecuencia, la tasa de consumo de monómeros se equipara a la tasa de crecimiento de la cadena.
- Los radicales producidos por la transferencia de cadena se alargan rápidamente por reacción con el monómero y no afectan a la velocidad de polimerización.
- Para hallar la concentración de radicales se aplica el principio de estacionariedad, suponiendo que dicha concentración es constante y que las tasas de formación y gasto de radicales son las mismas[21]